# Corrado Pizziolo
Corrado Pizziolo (Zero Branco, 23 dicembre 1949) è un vescovo cattolico italiano, dal 30 dicembre 2024 vescovo emerito di Vittorio Veneto.

## Biografia
Nasce a Scandolara, frazione di Zero Branco, in provincia e diocesi di Treviso, il 23 dicembre 1949.

### Formazione e ministero sacerdotale
Compie l'iter formativo per il sacerdozio nel seminario vescovile di Treviso.
Il 20 settembre 1975 è ordinato presbitero dal vescovo di Treviso Antonio Mistrorigo.
Dopo l'ordinazione è nominato vicario parrocchiale di San Martino di Lupari, mentre dal 1981 al 1985 è assistente nel seminario maggiore di Treviso, quindi ottiene la licenza in Teologia dogmatica presso la Facoltà teologica dell'Italia settentrionale. Dal 1985 insegna Teologia dogmatica presso l'Istituto teologico interdiocesano di Treviso-Vittorio Veneto e la Scuola di teologia per laici di Treviso.
Nel 1998 viene nominato vicario episcopale per il sinodo diocesano, quindi nel 1999 delegato vescovile per la formazione permanente del clero. Dal 2001 è canonico della cattedrale di Treviso. Dal 2002 al 2007 è chiamato a ricoprire gli uffici di vicario generale e di moderatore della curia, distinguendosi più volte per aver preso posizione nei mass media riguardo ad alcune controversie accadute in diocesi.

### Ministero episcopale
Il 19 novembre 2007 papa Benedetto XVI lo nomina vescovo di Vittorio Veneto; succede a Giuseppe Zenti, precedentemente nominato vescovo di Verona. Il 26 gennaio 2008 riceve l'ordinazione episcopale, nella cattedrale di Ceneda, dal vescovo di Treviso Andrea Bruno Mazzocato, co-consacranti i vescovi Paolo Magnani, emerito di Treviso, e Alfredo Magarotto, emerito di Vittorio Veneto. Durante la stessa celebrazione prende possesso della diocesi.
Nel settembre 2013 è nominato membro della Commissione episcopale per il servizio della carità e la salute della Conferenza episcopale italiana.
Il 9 gennaio 2019 accetta la presidenza ad interim della medesima commissione, di Caritas Italiana e della Consulta ecclesiale degli organismi socio-assistenziali; nel maggio dello stesso anno gli succede, come presidente, l'arcivescovo metropolita di Gorizia Carlo Roberto Maria Redaelli.
Il 30 dicembre 2024 papa Francesco accoglie la sua rinuncia, presentata per raggiunti limiti di età, al governo pastorale della diocesi, nominandolo al contempo amministratore apostolico fino al 30 gennaio 2025. Continua il suo ministero in Brasile, presso la diocesi di Livramento de Nossa Senhora, con un presbitero diocesano fidei donum.

## Genealogia episcopale
La genealogia episcopale è:
- Cardinale Scipione Rebiba
- Cardinale Giulio Antonio Santori
- Cardinale Girolamo Bernerio, O.P.
- Arcivescovo Galeazzo Sanvitale
- Cardinale Ludovico Ludovisi
- Cardinale Luigi Caetani
- Cardinale Ulderico Carpegna
- Cardinale Paluzzo Paluzzi Altieri degli Albertoni
- Papa Benedetto XIII
- Papa Benedetto XIV
- Cardinale Enrico Enriquez
- Arcivescovo Manuel Quintano Bonifaz
- Cardinale Buenaventura Córdoba Espinosa de la Cerda
- Cardinale Giuseppe Maria Doria Pamphilj
- Papa Pio VIII
- Papa Pio IX
- Cardinale Gustav Adolf von Hohenlohe-Schillingsfürst
- Arcivescovo Salvatore Magnasco
- Cardinale Gaetano Alimonda
- Cardinale Agostino Richelmy
- Vescovo Giuseppe Castelli
- Vescovo Carlo Allorio
- Cardinale Antonio Poma
- Vescovo Paolo Magnani
- Arcivescovo Andrea Bruno Mazzocato
- Vescovo Corrado Pizziolo

## Araldica
| Stemma | Blasonatura |
| ------ | --- |
|        | Partito: nel primo d'argento, al pastorale d'oro, attraversato da un libro aperto dello stesso, scritto dalle lettere Alfa ed Omega in azzurro, foderato di rosso, ed attraversante su di una montagna di verde; nel secondo inquartato di rosso e d'azzurro, alla croce patente d'argento attraversante, radiosa d'oro. |